# حثرة أنيقة
الحثرة الأنيقة (باللاتينية: Boerhavia elegans) نوع نباتي من جنس الحثرة من الفصيلة الشبّية.

## الموئل والانتشار
موطنه اليمن وعُمان ومصر. الإمارات العربية المتحدة.

## الوصف النباتي
نبات عشبي.